# Parabathymyrus macrophthalmus
Espèce
Synonymes
- Myrophis macrophthalmus (Kamohara, 1938)[2]

Parabathymyrus macrophthalmus est une anguille de la famille congridae décrite par Toshiji Kamohara en 1938.
Elle est une anguille tropicale et marine, connue dans le bassin Indo-Pacifique incluant le Japon, Taïwan, la mer de Chine méridionale et l'Indonésie. Un mâle peut atteindre la taille maximale de 47 cm.